# Lukáš Radil
Lukáš Radil (* 5. August 1990 in Čáslav, Tschechoslowakei) ist ein tschechischer Eishockeyspieler, der seit Mai 2022 erneut beim HC Pardubice aus der tschechischen Extraliga unter Vertrag steht und dort auf der Position des rechten Flügelstürmers spielt.

## Karriere
Der in Čáslav geborene Radil verbrachte seine Juniorenzeit beim HC Pardubice. Dort durchlief der Stürmer die Juniorenabteilung und schaffte in der Saison 2007/08 über die U18-Mannschaft den Sprung ins U20-Team, das in der U20-Extraliga spielte. Noch im selben Jahr kam der 17-Jährige in der Profimannschaft zu Einsätzen, wo er in der Abstiegsrunde sechsmal auf dem Eis stand. In den folgenden beiden Spieljahren war Radil weiterhin hauptsächlich in der U20-Mannschaft Pardubices aktiv, sammelte aber auch seine Einsatzminuten im Profikader in der Extraliga sowie auf Leihbasis in der zweitklassigen 1. Liga beim HC Chrudim. Die Spielzeit 2010/11 verbrachte er schließlich zum größten Teil im Extraliga-Kader des HC Pardubice.

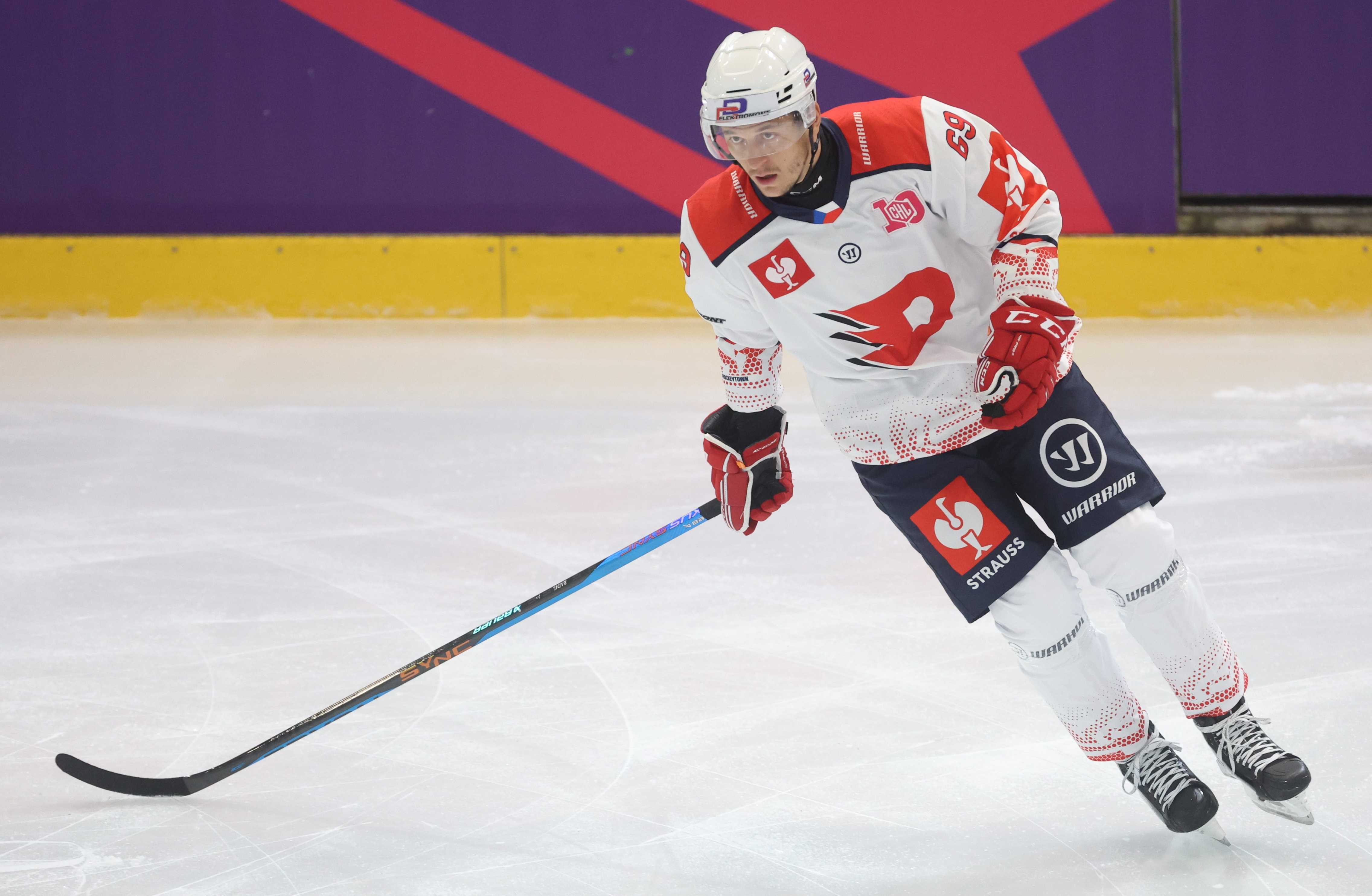
Radil im Trikot des HC Pardubice (2024)

Auch in den folgenden Spieljahren blieb der Angreifer seinem Stammklub treu und feierte mit dem Klub in der Saison 2011/12 den Gewinn des tschechischen Meistertitels. Zwischen 2011 und 2013 spielte er zusätzlich auf Leihbasis für den HC Hradec Králové, ehe er Pardubice im Sommer 2015 verließ. Radil unterschrieb einen Vertrag beim HK Spartak Moskau, für den er bis zum Frühjahr 2018 in der Kontinentalen Hockey-Liga (KHL) auf Torejagd ging. Insgesamt bestritt der Tscheche 168 Einsätze für den russischen Sportklub. Im April 2018 unterzeichnete er schließlich einen Einjahresvertrag bei den San Jose Sharks aus der National Hockey League (NHL) für die Saison 2018/19.
Radil fand sich zum Beginn der Spielzeit zunächst beim Farmteam der Sharks, den San Jose Barracuda, aus der American Hockey League (AHL) wieder, ehe er Ende November 2018 erstmals in den NHL-Kader berufen wurde und sich in der Folge mit seinen Leistungen dort festspielte. Zum Beginn des neuen Kalenderjahres wurde sein zum Saisonende auslaufender Vertrag vorzeitig um ein Jahr verlängert. Nach zwei Jahren in Nordamerika, in denen er sich nicht in der NHL etablieren konnte, kehrte Radil im Mai 2020 zum HK Spartak Moskau in die KHL zurück. Nach einer Spielzeit wechselte der Tscheche im Juni 2021 zum Ligakonkurrenten Dinamo Riga, ehe er im Mai 2022 in seine tschechische Heimat zu seinem Ausbildungsklub aus Pardubice zurückkehrte.

### International
Nach einigen Einsätzen in den tschechischen U-Nationalmannschaften debütierte Radil im Rahmen der Euro Hockey Tour 2013/14 für die tschechische A-Nationalmannschaft. Sein erstes großes internationales Turnier bestritt der Stürmer mit der Weltmeisterschaft 2017 in Deutschland und Frankreich, dass die Tschechen auf dem siebten Rang abschlossen. Radil bestritt sieben Turnierspiele und punktete dabei zweimal. Zudem nahm er ein knappes Jahr später an den Olympischen Winterspielen 2018 in Pyeongchang. Dort blieb er in sechs Spielen punktlos und beendete das Turnier nach Niederlagen im Halbfinale und dem Spiel um den dritten Platz auf dem vierten Rang. Seine zweite Weltmeisterschaft absolvierte Radil im Jahr 2021 in der lettischen Landeshauptstadt Riga.

## Erfolge und Auszeichnungen
- 2012 Tschechischer Meister mit dem HC Pardubice
- 2024 Tschechischer Vizemeister mit dem HC Pardubice

## Karrierestatistik
Stand: Ende der Saison 2023/24

### International
Vertrat Tschechien bei:
- Weltmeisterschaft 2017
- Olympischen Winterspielen 2018
- Weltmeisterschaft 2021

(Legende zur Spielerstatistik: Sp oder GP = absolvierte Spiele; T oder G = erzielte Tore; V oder A = erzielte Assists; Pkt oder Pts = erzielte Scorerpunkte; SM oder PIM = erhaltene Strafminuten; +/− = Plus/Minus-Bilanz; PP = erzielte Überzahltore; SH = erzielte Unterzahltore; GW = erzielte Siegtore; 1 Play-downs/Relegation; Kursiv: Statistik nicht vollständig)